# Ruttner Kálmán
Ruttner Kálmán (Lakárd (Ung megye), 1839. július 28. – 1898. április 8.) honvéd alezredes.

## Élete
Négy gymnasiumi osztályt végzett, amikor 1860. február 1-jén besoroztatott a 65. gyalogezredhez és ott a hadapród-iskolát elvégezte. 1866. május 1-jén hadnaggyá neveztetett ki és 1868-ig tolmácsi teendőket végzett a pesti katonai törvényszéknél, 1868-tól 1871-ig pedig hadkiegészítő tiszt volt, 1871-ben főhadnaggyá lépett elő és áthelyezték a honvédséghez. 1871-73-ban dandár-segédtiszti szolgálatot teljesített és egyúttal a nagyváradi jogakadémián a hadtudományok tanára volt. 1873. szeptembertől 1881-ig a honvédelmi minisztérium I. ügyosztályánál és emellett mint tanár a honvéd Ludovika akadémiában működött, miközben 1878-ban századossá lépett elő. 1881-től 1884-ig századparancsnok volt az 1. zászlóaljnál, 1885-87-ben zászlóalj-parancsnok az 50. és 2. zászlóaljnál, 1888-90-ben pedig a 3. féldandárnál és 1891-től 1893-ig kiegészítő parancsnok. 1893. november 27-én címzetes alezredesi ranggal nyugdíjazták. Neje Govrik Izabella volt.
Cikkei a Ludovika Akadémia Közlönyében (1875. Az amerikai elkülönítési küzdelem hadjáratai a Mississippinél, 1877. A sz.-cloudi 1-ső sz. gátony Páris ostroma alatt 1870-71., 1878. Az 1875-76. évi orosz-kokándhadjárat, 1880. Adatok a katonai irodalom történetéhez Reitz Ede után.)